# Colleville, Seine-Maritime

Colleville este o comună în departamentul Seine-Maritime, Franța. În 1 ianuarie 2022 avea o populație de 766 de locuitori.